# Nosliw Rodríguez
Nosliw Rodríguez Franco (San Carlos, Cojedes, 26 de octubre de 1988) es una ingeniera civil y política venezolana. Actualmente es diputada reelecta a la Asamblea Nacional. Fue miembro de la Asamblea Nacional Constituyente de Venezuela de 2017

## Formación política
Se graduó en ingeniería civil en la Universidad de Carabobo. Es militante del Partido Socialista Unido de Venezuela (PSUV), desde las filas de la Juventud del Partido Socialista Unido de Venezuela (JPSUV), empezando sus tareas en el equipo político municipal de Lima Blanco, para posteriormente ser promovida al equipo político estatal en Cojedes. Estando ya dentro del PSUV, asume la jefatura de la sala situacional en el municipio Lima Blanco, así como también en el área de organización del partido de Chávez en el estado Cojedes. Es secretaria estatal de la Juventud del Partido Socialista Unido de Venezuela, coordinadora de las bases de misiones de su circuito y fue coordinadora de la Corporación de Industrias Intermedias de Venezuela (Corpivensa).

## Diputada
Nosliw asume la candidatura nominal del circuito N° 2 por el Gran Polo Patriótico Simón Bolívar, triunfando con el 54% de los votos en los comicios del 6 de diciembre de 2015, llegando así a ser una de los 54 diputados de la alianza del Gran Polo Patriótico Simón Bolívar. Actualmente es integrante de la Comisión Permanente de Ciencia Tecnología e Innovación. En 2016 declaró «no tenemos niveles altos de desnutrición» durante una entrevista en Globovisión, expresando «tú lo sabes incluso, solo que te dejas llenar por la cantidad de basura de los medios de comunicación internacionales y nacionales». En 2017 aseguró que «todas las acciones y decisiones tomadas desde la Asamblea Nacional son totalmente nulas» debido a su desconocimiento del Tribunal Supremo de Justicia. El 30 de julio de 2017 es electa constituyente a la Asamblea Nacional Constituyente impulsada por el presidente venezolano Nicolás Maduro.[cita requerida]